# Adenandra
Adenandra (lat. Adenandra), biljni rod iz porodice rutovki. Postoji 18 priznatih vrsta korisnih mirisnih vazdazelenih grmova rasprostranjenih po Južnoafričkoj Republici

## Vrste
1. Adenandra acuta Schltr.
2. Adenandra brachyphylla Schltdl.
3. Adenandra × caledonensis Dümmer
4. Adenandra coriacea Licht. ex Schult.
5. Adenandra dahlgrenii Strid
6. Adenandra fragrans (Sims) Schult.
7. Adenandra gracilis Eckl. & Zeyh.
8. Adenandra gummifera Strid
9. Adenandra lasiantha Sond.
10. Adenandra marginata (L.f.) Schult.
11. Adenandra multiflora Strid
12. Adenandra mundiifolia Eckl. & Zeyh.
13. Adenandra obtusata Sond.
14. Adenandra odoratissima Strid
15. Adenandra rotundifolia Eckl. & Zeyh.
16. Adenandra schlechteri Dümmer
17. Adenandra uniflora (L.) Willd.
18. Adenandra villosa (P.J.Bergius) Licht. ex Schult.
19. Adenandra viscida Eckl. & Zeyh.

## Sinonimi
- Glandulifera Dalla Torre & Harms
- Glandulifolia J.C.Wendl.
- Haenkea F.W.Schmidt
- Ockea F.Dietr.
- Okea Steud.